# 留略
留略（？—？），揚州会稽郡長山县（治今浙江省常山县）人，三国时孙吴武将，留赞之子，留平之兄。

## 生平
252年，孙权去世後，曹魏以東興、南郡、武昌三路攻打东吴。諸葛恪命令留略和全端分别率兵千人驻守東興左右二城。留略守東城，全端守西城。魏軍在胡遵、諸葛誕带领下攻城，東興坚守不战。東興之战，諸葛恪和留赞、呂据、唐咨、丁奉率军击破魏軍。
255年，左将軍留赞在寿春战死。东吴进入广陵，衛尉馮朝奉命築城（半年後任命为監軍、督徐州諸軍事），吴穰担任广陵郡太守、留略担任東海郡太守。

## 留略與劉略
《三國志集解》中，趙一清認為留略與《孫皓傳》中的南海太守劉略為同一人，並認為《孫亮傳》中留略擔任的東海太守為南海太守之誤。這種觀點明顯是錯誤的。
《孫亮傳》中「使衞尉馮朝城廣陵，拜將軍吳穰為廣陵太守，留略為東海太守。十二月，作太廟。以馮朝為監軍使者，督徐州諸軍事」。廣陵、東海皆屬徐州，而從《孫亮傳》行文來看，拜留略為東海太守之事，上承「馮朝城廣陵」，下接「馮朝為監軍使者，督徐州諸軍事」，很明顯都是徐州之事。故此處的東海太守，絕非南海太守之誤。
趙一清以吳未據東海郡為由，認為留略不可能被拜為東海太守，這個理由是站不住腳的。從《孫亮傳》可知，吳軍已在徐州的廣陵築城，又使馮朝為監軍使者、督徐州諸軍事，説明吳國勢力已侵入徐州並嘗試站穩腳跟。又或留略虛領東海太守。這種虛拜太守的做法，在《三國志》中非常常見。
此外，留略擔任東海太守的時間是五鳳二年（255年），郭馬殺南海太守劉略的時間是天紀三年（279）年，中間相隔二十四年，如果二人是同一人，那留略就等於二十多年沒有升遷，始終是太守，這種情況的可能性微乎其微。而且留略的弟弟留平在寶鼎元年（266年）就已經是左將軍了，則留略更不可能到279年還是太守。
綜上所述，可以確知留略與劉略並非一人。